# Otok Susak
Otok Susak är en ö i Kroatien. Den ligger i länet Gorski kotar, i den sydvästra delen av landet, 200 km sydväst om huvudstaden Zagreb. Arean är 4,0 kvadratkilometer.
Terrängen på Otok Susak är platt. Öns högsta punkt är 92 meter över havet. Den sträcker sig 2,7 kilometer i nord-sydlig riktning, och 3,4 kilometer i öst-västlig riktning.